# Selección de fútbol sub-15 de Colombia
La selección de fútbol sub-15 de Colombia es el equipo que representa a la Federación Colombiana de Fútbol en el  Campeonato Sudamericano de Fútbol Sub-15 y en los Juegos Olímpicos de la Juventud. Durante su participación en el Campeonato Sudamericano de Fútbol Sub-15, ha logrado tres veces el subcampeonato y una vez el campeonato, en 2004 , 2011 en 2013 y en 2018 siendo estas sus mejores participaciones en tal torneo.

## Estadísticas

### Juegos Olímpicos de la Juventud
| Año  | Ronda        | Posición     | PJ           | PG           | PE           | PP           | GF           | GC           |              |
| ---- | ------------ | ------------ | ------------ | ------------ | ------------ | ------------ | ------------ | ------------ | ------------ |
| 2010 | No participó | No participó | No participó | No participó | No participó | No participó | No participó | No participó | No participó |
| 2014 | No clasificó | No clasificó | No clasificó | No clasificó | No clasificó | No clasificó | No clasificó | No clasificó | No clasificó |

### Campeonato Sudamericano Sub-15
Entre le 2010 y hasta la edición 2013, se le otorgaba al campeón el derecho de representar a Sudamérica en los Juegos Olímpicos de la Juventud.
| Año            | Ronda        | Posición | PJ | PG | PE | PP | GF | GC |
| -------------- | ------------ | -------- | -- | -- | -- | -- | -- | -- |
| Paraguay 2004  | Subcampeón   | 2°       | 6  | 4  | 1  | 1  | 7  | 1  |
| Bolivia 2005   | Primera fase | 5°       | 4  | 1  | 1  | 2  | 8  | 7  |
| Brasil 2007    | Primera fase | 8°       | 4  | 0  | 3  | 1  | 5  | 6  |
| Bolivia 2009   | Primera fase | 7°       | 4  | 1  | 2  | 1  | 6  | 5  |
| Uruguay 2011   | Subcampeón   | 2°       | 7  | 4  | 2  | 1  | 10 | 6  |
| Bolivia 2013   | Subcampeón   | 2°       | 6  | 4  | 1  | 1  | 11 | 4  |
| Colombia 2015  | Primera fase | 5°       | 4  | 2  | 0  | 2  | 11 | 12 |
| Argentina 2017 | Primera fase | 7°       | 5  | 2  | 1  | 2  | 19 | 8  |
| Paraguay 2019  | Cuarto lugar | 4°       | 7  | 3  | 1  | 3  | 12 | 9  |
| Bolivia 2023   | Primera fase | 7°       | 4  | 1  | 0  | 3  | 4  | 4  |
| Total          | 10/10        | 3º       | 51 | 22 | 12 | 17 | 93 | 62 |

## Última convocatoria
- Se muestran los convocados a los microciclos en mayo de 2024.

- Se desconoce la posición de los siguientes jugadores: José Álvarez ( La Tribu), Armando Valbuena ( Club Sabaneros).

## Palmarés

### Torneos Oficiales
| Competición             | Campeón | Subcampeón           | Tercer lugar | Cuarto lugar |
| ----------------------- | ------- | -------------------- | ------------ | ------------ |
| Campeonato Sudamericano |         | 3 (2004, 2011, 2013) |              | 1 (2019)     |

### Torneos amistosos
- Mundialito Tahuichi “Paz y Unidad” (Bolivia) (3): 2011,[1] 2013,[2] 2015[3]
- Subcampeón Mundialito Tahuichi “Paz y Unidad”: 2012
- Subcampeón Copa México de Naciones Sub-15: 2012

## Lista de entrenadores
| Nac.                | Nombre              | Desde | Hasta    |
| ------------------- | ------------------- | ----- | -------- |
| Bandera de Colombia | Eduardo Lara        | 2004  | 2008     |
| Bandera de Colombia | Harold Rivera       | 2008  | 2011     |
| Bandera de Colombia | Jorge Serna         | 2011  | 2022     |
| Bandera de Colombia | Juan Carlos Ramírez | 2022  | 2022     |
| Bandera de Colombia | Jorge Serna         | 2022  | presente |

### Dirección técnica actual
| Integrantes Selección de fútbol sub-15 de Colombia. | Integrantes Selección de fútbol sub-15 de Colombia. | Integrantes Selección de fútbol sub-15 de Colombia. | Integrantes Selección de fútbol sub-15 de Colombia. | Integrantes Selección de fútbol sub-15 de Colombia. | Integrantes Selección de fútbol sub-15 de Colombia. |
| --------------------------------------------------- | --------------------------------------------------- | --------------------------------------------------- | --------------------------------------------------- | --------------------------------------------------- | --------------------------------------------------- |
| Entrenador:                                         | Jorge Serna                                         | Asistente técnico                                   | Alex de Alba                                        | Preparador de porteros:                             | Hugo Tuberquia                                      |
| Preparador físico:                                  | Jairo Garzón                                        | Preparador de porteros:                             | Bandera de Colombia                                 | Especialista en video análisis                      | Jhon Avellaneda                                     |
| Asistente de video:                                 | Bandera de Colombia                                 | Médico:                                             | David Torres                                        | Fisioterapeuta                                      | Jorge Ocampo                                        |
| Kinesiólogo:                                        | Sebastián Muñoz                                     | Gerente deportivo:                                  | Bandera de Colombia                                 | Jefe de prensa:                                     | Bandera de Colombia                                 |
| Oficial de seguridad:                               | Bandera de ?                                        | Utilero:                                            | Gonzalo Alonso                                      | Utilero:                                            | Bandera de Colombia                                 |